# Mjölondvärgmal
Mjölondvärgmal (Ectoedemia albibimaculella) är en fjärilsart som först beskrevs av Larsen 1927.  Mjölondvärgmal ingår i släktet Ectoedemia, och familjen dvärgmalar. Enligt den finländska rödlistan är arten sårbar i Finland. Arten är reproducerande i Sverige. Artens livsmiljö är torra och karga åsmoar.